# Сергиевский сельсовет (Мучкапский район)
Сергиевский сельсовет — сельское поселение в Мучкапском районе Тамбовской области Российской Федерации.
Административный центр — село Сергиевка.

## История
Статус и границы сельского поселения установлены Законом Тамбовской области от 17 сентября 2004 года № 232-З «Об установлении границ и определении места нахождения представительных органов муниципальных образований в Тамбовской области».

## Население
| 2010 | 2012 | 2013 | 2014 | 2015 | 2016 | 2017 |
| ---- | ---- | ---- | ---- | ---- | ---- | ---- |
| 711  | ↘689 | ↘674 | ↘662 | ↘661 | ↘630 | ↘603 |
| 2018 | 2019 | 2020 | 2021 |      |      |      |
| ↘589 | ↘571 | ↘551 | ↘534 |      |      |      |

## Состав сельского поселения
| № | Населённый пункт | Тип населённого пункта       | Население |
| - | ---------------- | ---------------------------- | --------- |
| 1 | Арбеньевка       | село                         | 167       |
| 2 | Варваринка 2-я   | деревня                      | 35        |
| 3 | Карай-Васильевка | деревня                      | 56        |
| 4 | Красовка         | деревня                      | 0         |
| 5 | Малиновка        | посёлок                      | 52        |
| 6 | Сергиевка        | село, административный центр | 401       |
| 7 | Хренояровка      | деревня                      | 0         |